# ديانا جبور
ديانا جبور صحفية سورية وكاتبة وناقدة سينمائية، تتولى منصب مدير التلفزيون العربي السوري منذ سنوات. متزوجة من المخرج السوري الفلسطيني الأصل باسل الخطيب.
ديانا جبور مديرة  إدارة التلفزيون 2011 الى عام 2014

## مسيرتها الإعلامية
عملت ديانا جبور في مجال الصحافة المكتوبة منذ مطلع الثمانينات، كما عرفت علاوة على عملها محررة بجريدة الثورة ثم رئيسة للصفحة الثقافية فيها.
شاركت في عدد من الدوريات العربية من بينها مجلة الكفاح العربي ومجلة فن، كما عملت أيضا في المجال السمعي والبصري من خلال برنامج مجلة التلفزيون في التلفزيون العربي السوري، ثم في البرنامج الحواري الثقافي «طيب الكلام». كما وتعتبر ديانا جبور ناقدة سينمائية، وقد قامت بكتابة سيناريوهات للعديد من الأفلام والمسلسلات التلفزيونية السورية .